# Монлері (кантон)
Монлері́ (фр. Montlhéry) — кантон у Франції, в департаменті Ессонн регіону Іль-де-Франс.

## Склад кантону
Кантон включає в себе 7 муніципалітетів:
| Муніципалітет      | Площа | Населення, осіб | Рік  |
| ------------------ | ----- | --------------- | ---- |
| Ла-Віль-дю-Буа     | 3,62  | 6833            | 2007 |
| Лонпон-сюр-Орж     | 5,05  | 6609            | 2007 |
| Ліна               | 7,51  | 6290            | 2007 |
| Маркуссі           | 16,8  | 7736            | 2007 |
| Монлері            | 3,28  | 6455            | 2007 |
| Нозе               | 7,34  | 4723            | 2007 |
| Сен-Жан-де-Борегар | 3,97  | 275             | 2007 |

## Консули кантону
| Період    | Консул             | Посада                     |
| --------- | ------------------ | -------------------------- |
| 1985—1998 | Maurice Picard     | Мер муніципалітету Монлері |
| 1998—2011 | François Pelletant | Мер муніципалітету Ліна    |

| Франція | Це незавершена стаття з географії Франції. Ви можете допомогти проєкту, виправивши або дописавши її. |